# Erenchun
Erenchun (en euskera y oficialmente Erentxun) es un concejo del municipio de Iruraiz-Gauna, en la provincia de Álava, España. 

## Despoblado
Forma parte del concejo el despoblado de:
- Abaunza (actualmente Abauntza).[1]

## Toponimia
En la Reja de San Millán (1025) aparece como Hereinzguhin. Otras denominaciónes documentadas son: Auancherenchu (1256), Auancerenchu (1257), Herenchun (c. 1275, 1471, 1501, 1503, 1518, 1551,1802, 1850), Herenchyon (1295), Erencho (c. 1475) o Erenchun (s. XVIII).

## Geografía física
Esta localidad del este de Álava se halla a unos 15 km de Vitoria, muy próxima al Puerto de Azaceta. Está a una altitud de 615 m. orientada al norte y junto al nacedero del arroyo de San Sebastián, afluente del río Alegría.

### Ubicación
|               | Norte: Alegría |             |
| Oeste: Hijona |                | Este: Gauna |
|               | Sur: Eguileta  |             |

## Historia
Hacia 1915, el lugar, por entonces perteneciente al ayuntamiento de Gauna, tenía contabilizada una población de 151 habitantes. Aparece descrito en el tomo de la Geografía general del País Vasco-Navarro dedicado a Álava y escrito por Vicente Vera y López con las siguientes palabras:

Erenchun.—Es el mayor núcleo de población del municipio; dista de Gauna 3,100 metros; su población es de 150 almas de hecho y 151 de derecho; tiene 31 casas. La parroquia es de categoría rural de primera clase, pertenece al arciprestazgo de Alegría y está dedicada á San Andrés; en su término están la antigua ermita de San Juan Bautista y la de la Asunción. La escuela es de categoría incompleta. Limita, al N., con Añua; al S., con Sáseta y Berroci; al E., con Alegría, y al O., con Eguileta; su riqueza es la agricultura y la ganadería. Le pertenece el aprovechamiento de los montes comunales de Albertiza, de 42 hectáreas, y San Juan, de 342, ambos plantados de hayas. Esta villa estuvo dividida en dos barrios, llamados de Erenchun y de Abaunza; antiguamente se le llamó Hereinzuhin y pertenecía á la merindad de Hiruzhaeza. Fué del señorío de los condes del Vado, quienes la compraron á D. Juan de Salvatierra. La villa pagaba anualmente á su señor dos cestas de setas y dos cabritos; los hidalgos y el estado llano media fanega de trigo por cabeza de familia y 3 ducados y 25 maravedises entre todos. El tributo era anual.
(Vera y López, 1915-1921, pp. 445-446)

En la actualidad, pertenece al municipio de Iruraiz-Gauna. En 2022, tenía empadronados 88 habitantes.

## Demografía
| Gráfica de evolución demográfica de Erenchun entre 2000 y 2017 |
|                                                                |
| Población de derecho según los censos de población del INE.    |

## Cultura

### Patrimonio material
- Iglesia de San Andrés. Románico tardío del siglo XIII, en el  siglo XVI se realizaron importantes reformas. El templo tiene planta de salón, con ábside ochavado cubierto por el retablo mayor. Nave de tres tramos. El baptisterio es moderno y la pila bautismal del siglo XVI. El coro es plateresco, muy interesante. La torre de la iglesia, de mampostería, fue levantada en 1761. El retablo mayor se hizo en el siglo XVIII, pero está muy modificado. Los retablos laterales son neoclásicos.[10][11]

- Estación del antiguo ferrocarril Vasco-Navarro de vía estrecha que unía la localidad de Vergara en Guipúzcoa con la de Estella en Navarra a través de tierras alavesas. Forma parte del Conjunto Monumental Ferrocarril Vasco-Navarro a su paso por el País Vasco (Bien Cultural de Protección Especial).[12][13][14]También pertenece a este conjunto monumental el puente sobre el camino de Gauna.[15]
- Ermita de Nuestra Señora de la Asunción. Se encuentra al norte del pueblo y pertenecía al antiguo despoblado de Abaunza.  Se trata de un construcción rural, sin demasiado valor arquitectónico. Tiene un pequeño retablo del siglo XVII con una imagen medieval de la Virgen (Andra Mari) datada en siglo XIV. A los lados del retablo se conservan dos imágenes de San Juan Bautista y San Sebastián del mismo siglo que el retablo.[10][16]
- Casa Elizalde, construida en la primera mitad del siglo XVII.[13][17]
- Fuente-lavadero-abrevadero. Al oeste de la localidad. Conocida como Fuente abrevadero de Soria. Está construida con sillería irregular de arenisca. Se conserva documentación que indica que fue construida en 1861.[18]